# Gerbillus gerbillus
Gerbillus gerbillus (Піщанка звичайна) — вид родини мишеві (Muridae).

## Поширення
Країни проживання: Алжир, Чад, Єгипет, Ізраїль, Йорданія, Лівія, Малі, Мавританія, Марокко, Нігер, Судан, Туніс, Західна Сахара. Цей вид, як правило, зустрічається в сухих піщаних або кам'янистих ділянках, іноді з рідкісною і грубою рослинністю.